# Rock Radio
Rock Radio je česká rozhlasová stanice, která se specializuje na rockovou hudbu.

## Historie
Stanice začala vysílat 1. prosince 2008 přetransformováním stanic Rádio Gold, Rádio Prácheň a Rádio Šumava. Od 1. března 2021 rozšířila skupina Media Bohemia pokrytí i na Prahu. Na frekvenci 103,7 v zde dosud vysílalo Oldies Radio, jehož program je od března šířen už jen prostřednictvím internetu. Od 1. října 2021 je program dostupný i na Moravě díky frekvencím po Rock Maxu, na kterých začalo vysílat. Slogan rádia zní "Rock je slušná muzika".

## Moderátoři
- Marek "Marotha" Pavelka
- Viktor Dyk
- Martin Drtina
- Kamil Dráb
- Ondřej Hellebrant
- Míra Adamec
- Lukáš Pohůnek
- Alex Kronika
- Dana Golasová
- Radek Barbulák
- Michal "Pixiess" Pixa
- Lenka Binterová
- Adéla Kratochvílová
- Jitka Nekolová
- Jirka Němý
- Arnošt Švihák

## Program
| Den | 0:00            | 5:00         | 9:00      | 10:00             | 12:00 – 13:00   | 14:00           | 15:00             | 18:00         | 19:00                      | 20:00         |
| --- | --------------- | ------------ | --------- | ----------------- | --------------- | --------------- | ----------------- | ------------- | -------------------------- | ------------- |
| Po  | Hrajeme hrdinům | Rockový ráno | Drť a prď | Rockový dopoledne | Elektrický oběd | Rock bez reklam | Rockový odpoledne | Rock na přání | Rocková noc s Jirkou Němým | Známka punku  |
| Den | 0:00            | 5:00         | 9:00      | 10:00             | 12:00 – 13:00   | 14:00           | 15:00             | 18:00         | 19:00                      | 20:00         |
| Út  | Hrajeme hrdinům | Rockový ráno | Drť a prď | Rockový dopoledne | Elektrický oběd | Rock bez reklam | Rockový odpoledne | Rock na přání | Rocková noc s Jirkou Němým | Rock music    |
| Den | 0:00            | 5:00         | 9:00      | 10:00             | 12:00 – 13:00   | 14:00           | 15:00             | 18:00         | 19:00                      | 20:00         |
| St  | Hrajeme hrdinům | Rockový ráno | Drť a prď | Rockový dopoledne | Elektrický oběd | Rock bez reklam | Rockový odpoledne | Rock na přání | Rocková noc s Jirkou Němým | Do němoty     |
| Den | 0:00            | 5:00         | 9:00      | 10:00             | 12:00 – 13:00   | 14:00           | 15:00             | 18:00         | 19:00                      | 20:00         |
| Čt  | Hrajeme hrdinům | Rockový ráno | Drť a prď | Rockový dopoledne | Elektrický oběd | Rock bez reklam | Rockový odpoledne | Rock na přání | Rocková noc s Jirkou Němým | Metalomanie   |
| Den | 0:00            | 5:00         | 9:00      | 10:00             | 12:00 – 13:00   | 14:00           | 15:00             | 18:00         | 19:00                      | 20:00         |
| Pá  | Hrajeme hrdinům | Rockový ráno | Drť a prď | Rockový dopoledne | Elektrický oběd | Rock bez reklam | Rockový odpoledne | Rock na přání | Rocková noc s Jirkou Němým | Legendy rocku |

## Vysílače
Rock Radio je šířeno z následujících FM vysílačů:
| Vysílač                                    | Kmitočet  | Výkon (ERP) | Polarizace   |
| ------------------------------------------ | --------- | ----------- | ------------ |
| Domažlice                                  | 87,6 MHz  | 0,1 kW      | vertikální   |
| Jihlava                                    | 88,9 MHz  | 0,2 kW      | vertikální   |
| Písek – Jarník                             | 89 MHz    | 1 kW        | vertikální   |
| Dvůr Králové nad Labem                     | 89 MHz    | 0,1 kW      | vertikální   |
| Jindřichův Hradec                          | 89,2 MHz  | 0,05 kW     | vertikální   |
| Český Krumlov                              | 89,3 MHz  | 0,05 kW     | vertikální   |
| Zlín – Tlustá hora                         | 89,6 MHz  | 10 kW       | horizontální |
| Chomutov                                   | 89,7 MHz  | 0,2 kW      | vertikální   |
| Ústí nad Labem                             | 90,2 MHz  | 0,2 kW      | vertikální   |
| Liberec                                    | 90,3 MHz  | 0,2 kW      | horizontální |
| Uherské Hradiště                           | 91,2 MHz  | 0,2 kW      | vertikální   |
| Kolín                                      | 91,4 MHz  | 0,1 kW      | vertikální   |
| Pardubice – elektrárna Opatovice nad Labem | 91,6 MHz  | 5 kW        | vertikální   |
| Kašperské Hory                             | 91,8 MHz  | 0,5 kW      | vertikální   |
| Karlovy Vary                               | 91,8 MHz  | 0,2 kW      | vertikální   |
| Plzeň                                      | 91,8 MHz  | 0,2 kW      | vertikální   |
| Cheb                                       | 91,8 MHz  | 0,05 kW     | vertikální   |
| Děčín                                      | 92 MHz    | 0,1 kW      | vertikální   |
| Tábor                                      | 92,1 MHz  | 0,1 kW      | vertikální   |
| Teplice                                    | 92,4 MHz  | 0,1 kW      | vertikální   |
| Kutná Hora – nemocnice                     | 92,5 MHz  | 0,1 kW      | vertikální   |
| Valašské Meziříčí                          | 92,9 MHz  | 0,1 kW      | vertikální   |
| Klatovy                                    | 95,2 MHz  | 1 kW        | vertikální   |
| Vsetín                                     | 95,6 MHz  | 0,1 kW      | kruhová      |
| Benešov                                    | 95,8 MHz  | 0,05 kW     | vertikální   |
| Trutnov                                    | 96,3 MHz  | 0,15 kW     | vertikální   |
| České Budějovice – komín teplárny          | 97,3 MHz  | 0,2 kW      | vertikální   |
| Opava                                      | 97,3 MHz  | 0,05 kW     | vertikální   |
| Luhačovice                                 | 98,1 MHz  | 0,05 kW     | vertikální   |
| Česká Lípa                                 | 99,1 MHz  | 0,2 kW      | vertikální   |
| Ústí nad Labem                             | 99,3 MHz  | 0,1 kW      | vertikální   |
| Příbram                                    | 99,5 MHz  | 0,4 kW      | vertikální   |
| Břeclav                                    | 99,6 MHz  | 0,1 kW      | vertikální   |
| Pec pod Sněžkou – hotel Horizont           | 99,6 MHz  | 0,05 kW     | vertikální   |
| České Budějovice                           | 99,7 MHz  | 1 kW        | vertikální   |
| Náchod                                     | 99,7 MHz  | 0,1 kW      | vertikální   |
| Žatec                                      | 101 MHz   | 0,2 kW      | vertikální   |
| Hodonín                                    | 101,6 MHz | 0,1 kW      | vertikální   |
| Olomouc                                    | 103,4 MHz | 0,2 kW      | vertikální   |
| Mladá Boleslav – Bradlec                   | 103,5 MHz | 0,2 kW      | vertikální   |
| Praha – stadion Evžena Rošického           | 103,7 MHz | 1 kW        | vertikální   |
| Třebíč                                     | 103,7 MHz | 0,1 kW      | vertikální   |
| Uherský Brod                               | 104,1 MHz | 0,1 kW      | horizontální |
| Znojmo                                     | 104,9 MHz | 0,15 kW     | vertikální   |
| Sokolov                                    | 105,2 MHz | 0,1 kW      | vertikální   |
| Cheb                                       | 105,8 MHz | 0,1 kW      | vertikální   |
| Roudnice nad Labem                         | 106,1 MHz | 0,1 kW      | vertikální   |
| Tábor                                      | 106,8 MHz | 0,2 kW      | vertikální   |
| Jičín                                      | 107,7 MHz | 0,1 kW      | vertikální   |
| Most – Široký vrch                         | 107,9 MHz | 0,5 kW      | vertikální   |
| Karlovy Vary                               | 107,9 MHz | 0,2 kW      | vertikální   |